# Manfred Häni
Manfred Häni (* 23. September 1955) ist ein ehemaliger Schweizer Fussballspieler und -trainer.

## Karriere

### Spieler
Häni feierte sein Debüt für den FC Winterthur am 7. Juni 1975, als er für 80 Minuten beim 1:1 auswärts gegen Servette Genf spielen durfte. Zu Beginn der Saison 1975/76 wurde er fest ins Kader der ersten Mannschaft der Winterthurer übernommen, nachdem er bereits in seiner Jugend bei den Eulachstädtern gespielt hatte. In der Nationalliga A spielte Häni insgesamt 74 Spiele für den FC Winterthur, wobei er im Mai 1977 gegen Sion mit dem entscheidenden Tor zum 1:0-Sieg auf der Schützenwiese sein einziges Tor in der höchsten Liga schoss. Im August 1983 wurde Häni vom FC Winterthur an den damals drittklassigen FC Frauenfeld ausgeliehen. Häni musste dementsprechend reamateurisiert werden, wie es in einem entsprechenden Zeitungsbericht heisst.

### Trainer
Nach Frauenfeld wurde Häni 1985 Trainer des in der 2. Liga spielenden SC Veltheim. Nach einem Jahr wechselte er 1986 zum FC Wil, der ebenfalls viertklassig spielte. 1987/88 schaffte er knapp den Ligaerhalt und wurde zum Saisonende durch den damaligen Spielertrainer Christian Gross ersetzt, der den Verein schliesslich bis in die zweitklassige Nationalliga B führte. Danach kehrte er 1991 nochmals zurück zum SC Veltheim.

### Funktionär
Häni wurde im September 1999 in den Vorstand des FC Winterthur gewählt und war dort Sportchef.